# Skyhigh
Skyhigh (яп. スカイハイ Сукай Хай) — манга Цутому Такахаси в жанре мистической драмы, рассказывающая о жизни после смерти. Манга отличается чрезмерным реализмом и откровенной жестокостью изображения персонажей и произошедших с ними событий. Почти каждая глава посвящена необходимости сделать выбор страдающим жертвам убийств, подробно описывая их смерть и виновных в ней.
В качестве сиквелов вышли манги Skyhigh: Karma (яп. スカイハイ カルマ) и Skyhigh: Shinshō (яп. スカイハイ 新章). Также по манге был снят игровой телесериал и выпущен полнометражный фильм.

## Сюжет
Манга посвящена судьбам нескольких людей, которые в разное время были убиты или умерли, попав в безвыходную ситуацию. После того как их душа отделилась от физического тела, они попадают на небеса и встречаются с Идзуко, стражницей Ворот Мести. Каждая душа обязана сделать выбор из трёх вариантов:
- Смириться со своей смертью, попасть в рай и переродиться в другого человека.
- Не принять собственную смерть и вечно блуждать по Земле как призрак.
- Убить одного человека и сразу попасть в ад, испытывая там вечные муки.

Кроме того, любой убийца и самоубийца после смерти сразу попадает в ад.

## Персонажи
- Идзуко (яп. イズコ) — центральный персонаж, стражница Ворот Мести. Выглядит как молодая девушка с длинными чёрными волосами. Умерла при родах младенцем, поэтому не имеет человеческих чувств и своего тела. Выполняет свои обязанности 13 лет, поклявшись, что не будет принуждать другие души совершать выбор не по их воле, иначе она попала бы в ад. Знает обо всех земных делах и даёт много советов своим клиентам, показывая разные стороны их выбора. Как и все души, имеет право сделать свой выбор, но для этого ей необходимо найти себе замену, после чего она перерождается.
- Анна — при жизни не хотела выходить из дома, потому что боялась окружающего её мира. Её мать сошла с ума и убила девушку. После смерти Анна понимает что всю свою жизнь причиняла страдания близким ей людям из-за собственного эгоизма и страха. Решает стать стражницей Ворот Мести, чтобы помочь душам сделать свой выбор.

## Экранизации
- Сериал «Даль небесная[англ.]» вышел в январе 2003 года на телеканале TV Asahi; в январе 2004 года вышел второй сезон[1][2].
- Фильм «Даль небесная[англ.]» режиссёра Рюхэя Китамуры 2003 года[3].
- Фильм «Три сестры Тэнмасо» Рюхэя Китамуры 2022 года[4][5].